# Monica Bwanga Misenga
Monica Bwanga Misenga, née le 30 novembre 1984,,est une judokate de la République démocratique du Congo.

## Carrière
Dans la catégorie des moins de 70 kg, Monica Bwanga Misenga remporte la médaille de bronze des Championnats d'Afrique de judo 2009 à Maurice.
Aux Jeux africains de 2015 à Brazzaville, elle s'incline lors du match pour la médaille de bronze dans la catégorie des moins de 78 kg contre la Camerounaise Hortence Vanessa Mballa Atangana.